# Миомир Петровић
Миомир Петровић (1. март 1972) српски је писац, приповедач и драматург.

## Биографија

### Образовање
Дипломирао је на одсеку за Драматургију на Факултету драмских уметности у Београду (1995) и магистрирао на одсеку за Театрологију на ФДУ у Београду (1999). Његова магистарска теза носи назив: Дела савремених домаћих драмских писаца на репертоару Атељеа 212 у раздобљу 1967-1987. Докторирао је на тему Митска матрица у уметничким и медијским текстовима (Сартр, Вендерс, Рансмајер, Бејкон) на Интердисциплинарним студијама на Универзитету уметности у Београду. Добитник је Октобарске награде града Београда за књигу драма Аргивски инцидент (Скупштина града Београда, 1996). Добитник награде „Лаза Костић”, Салона књига у Новом Саду за роман „Кућа од соли” (2016).

### Каријера
Радио је као главни драматург позоришта Атеље 212 у Београду (1996—1999), као заменик директора драме Народног позоришта у Београду (2001), затим као драматург Народног позоришта у Београду (2003), асистент-уметнички сарадник на предмету Драматургија на Академији уметности БК у Београду (1998—2007) и као доцент на предметима Историја светске драме и позоришта и Историја националне драме и позоришта на истом факултету. Од 2008. године је доцент, па потом ванредни професор на предмету Креативно писање, читање и интерпретација на Факултету за културу и медије у Београду. Тренутно ради као редовни професор на предмету Увод у драматургију и Естетика на Институту за уметничку игру у Београду.
На Факултету савремених уметности у Београду предаје на предметима Историја филма и Филмска уметност. Члан је Управног одбора Педагошког музеја у Београду (2005), Удружења књижевника Србије (1998—2000), југословенског комитета панбалканског удружења Ригина Карта (Атина, Грчка), члан Удружења драмских уметника Србије. Заступљен у веб антологији савремене српске уметности Пројекат Растко.

### Приватан живот
Син је академског сликара Градимира Петровића.

## Критика
Миомир Петровић (1972) спада у најзанимљивије српске прозаисте млађе генерације — не само по вештини приповедања, већ и по ерудицији.— Дневник, Нови Сад
Миомир Петровић слови на домаћој књижевној сцени за једног од најистакнутијих писаца млађе генерације.— Глас, Београд
Згуснутом и бриљантном прозом, Миомир Петровић на врло оригиналан начин трага за одговорима на два фундаментална питања. Једно је о природи уметности и варљивости стварања слике стварности. Особит тренутак српског романа!— Политика Експрес, Београд
Карактеристичним необарокним рукописом, Петровић вешто гради трилерски заплет у коме се преплићу алтернативна историја Београда, завере тајних друштава и мрачна будућност престонице. И у овом делу, аутор „Персијског огледала“ и „Лисичјег лудила“ експериментише са жанровима у распону од поетске прозе до хорора, подстичући читаоце да као и његови јунаци трагају за сопственим идентитетом и смислом у времену у коме су многе вредности обесмишљене.— Данас, Београд

## Дела

### Драме и извођења
Објавио је драме „Вагабунд у градском врту“ (Нови Сад: Сцена, 1995), „Аргивски инцидент“ (Крагујевац: Јефимија, 1996), „Демијург“ (Крагујевац: Јефимија, 1997), „Appendix“ (Београд: Књижевна реч, 1997), „Чопор“ (Нови Сад: Сцена, 1998). Извођења: „Appendix“ - Центар лепих уметности Гварнеријус (2003), режија Бошко Ћорђевић; „Appendix“ — Радио Београд I програм, режија Божидар Ћуровић (2004); „Вучје легло“ — Народно позориште Пирот (2006), режија Борис Тодоровић.
Објавио је и театролошке огледе „Ослобођење драме“ (Београд: Задужбина Андрејевић, 2000)као и уџбеник за основне студије из креативног писања „Креативно писање, наратолошки приступ тексту и контексту” (Београд: Факултет за културу и медије, 2011).

### Проза
Већ 1996. године почео је да објављује приче у Књижевној речи, Политици, Позивници (Зрењанин) и романе.
- „Сакаћење Романа“ (Београд: Просвета, 1997)
- „Панкратион“ (Београд: БИГЗ, 1998)
- „Самомучитељ“ (Београд: Просвета, 2000).

Прекретницу у рецепцији његове књижевности представља роман „Персијско огледало“.
- „Персијско огледало” (Београд: Геопоетика, 2001)
- „Архипелаг“ (Београд: Геопоетика, 2003).

Од 2005. године ексклузивни је аутор издавачке куће Лагуна из Београда са романима:
- „Лисичје лудило“ (Београд: Лагуна, 2005)
- „Стаклена прашина“ (Београд: Лагуна, 2006)
- „Либанско лето“ (Београд: Лагуна, 2007)
- „Персијско огледало“ (2. издање, Београд: Лагуна, 2008)
- „Бакарни бубњеви“ (Београд: Лагуна, 2009)
- „Галеријеве ватре“ (Београд: Лагуна, 2011)
- „Течни лед“ (Београд: Просвета, 2011)
- „Мирис мрака“ (Београд: Лагуна 2013)
- „Кућа од соли” (Београд: Лагуна 2016)
- „Black Light” [Београд: Лагуна 2018]

Проза Миомира Петровића преведена је на македонски језик "Лисичино лудило" (СКЦ, Скопје 2007) и руски језик "Филоктет са Лемносе" (Алтхеиа, Санкт-Петербург 2019), "Персидское зеркало" (Алтхеиа, Санкт-Петербург 2019).
Стил Миомира Петровића одликује инклинирање поетској прози, али жанровско експериментисање у распону од ескапистичког лиризма до хорора, необарокни приступ дугачким реченицама пажљиво вођене структуре.
Заступљен у књижевним антологијама:
- „Овако је почело” (Београд: Лагуна 2011)
- „У знаку вампира” (Београд: Паладин 2012)
- „Нова српска приповетка” (Београд: Паладин 2013).